# Inekaren
Inekaren (Organización Revolucionaria de Jóvenes Canarios Los Alzados, significando Inekaren: Alzado, en Guanche) fue una organización revolucionaria fundada el 22 de diciembre de 2008 en las Islas Canarias.
Inekaren tenía dos objetivos principales: una revolución nacional por la independencia de Canarias de España, y una revolución social. El grupo se define como una organización independentista, socialista, anticapitalista, antifascista, canaristas ecologista, nacionalista canario y amazighista.
Inekaren buscaba la igualdad de oportunidades educativas para todos y ha promovido actividades encaminadas a este objetivo tanto en la Universidad de La Laguna   como en otros lugares 
Inekaren se unió al Congreso Mundial Amazigh el 27 de enero de 2013.

## Programa político
Inekaren ha definido su programa político mediante los siguientes puntos:
- Libertad para el pueblo canario.
- Desarrollo sostenible.
- Pleno empleo.
- Educación gratuita, no manipulada por el colonialismo, el capitalismo y una educación no mercantilizada .
- Asistencia sanitaria pública gratuita.
- Hacer que todos los sectores económicos básicos, como el agua, la energía, la salud y la educación, sean de propiedad pública, evitando la especulación y la privatización que hacen del bienestar social un negocio.
- Defender los intereses y derechos de la clase trabajadora .
- Derrotar a la élite colonial y burguesa que ha apoyado el status quo social de los últimos cinco siglos.
- Defender la cultura canaria y recuperar la memoria y el conocimiento de los canarios y frenar la expansión de la globalización neocapitalista y el colonialismo español .
- Dignidad para todas las personas.
- Un sistema participativo, una sociedad justa e igualitaria.